# Grahamomyia bicellula
Grahamomyia bicellula là một loài ruồi trong họ Limoniidae. Chúng phân bố ở miền Cổ bắc.